# 塞里耶尔
塞里耶尔（法語：Serrières，法語發音：[sɛʁjɛʁ]），法国东南部市镇，位于奥弗涅-罗讷-阿尔卑斯大区阿尔代什省，隶属于罗讷河畔图尔农区，其市镇面积为3.96平方公里，2022年1月1日时人口数量为1,074人，在法国市镇中排名第9,252位。
塞里耶尔位于阿尔代什省北部，罗讷河右岸，隔河与伊泽尔省相望，是一个区域性的公路交通枢纽，多条公路在此交汇。

## 地名来源
根据当地官方网站的论述，“Serrières”一名转写自“Castrum Sarerie”，其中“Sarerie”意为“resserré”。
法国大革命期间，塞里耶尔曾被更名为“Port-du-Mézenc”。
此外，塞里耶尔所处区域历史上曾通行奥克语维瓦赖-阿尔卑斯方言，“Serrières”在奥克语维基百科中对应的拼写为“Serreira”。

## 历史

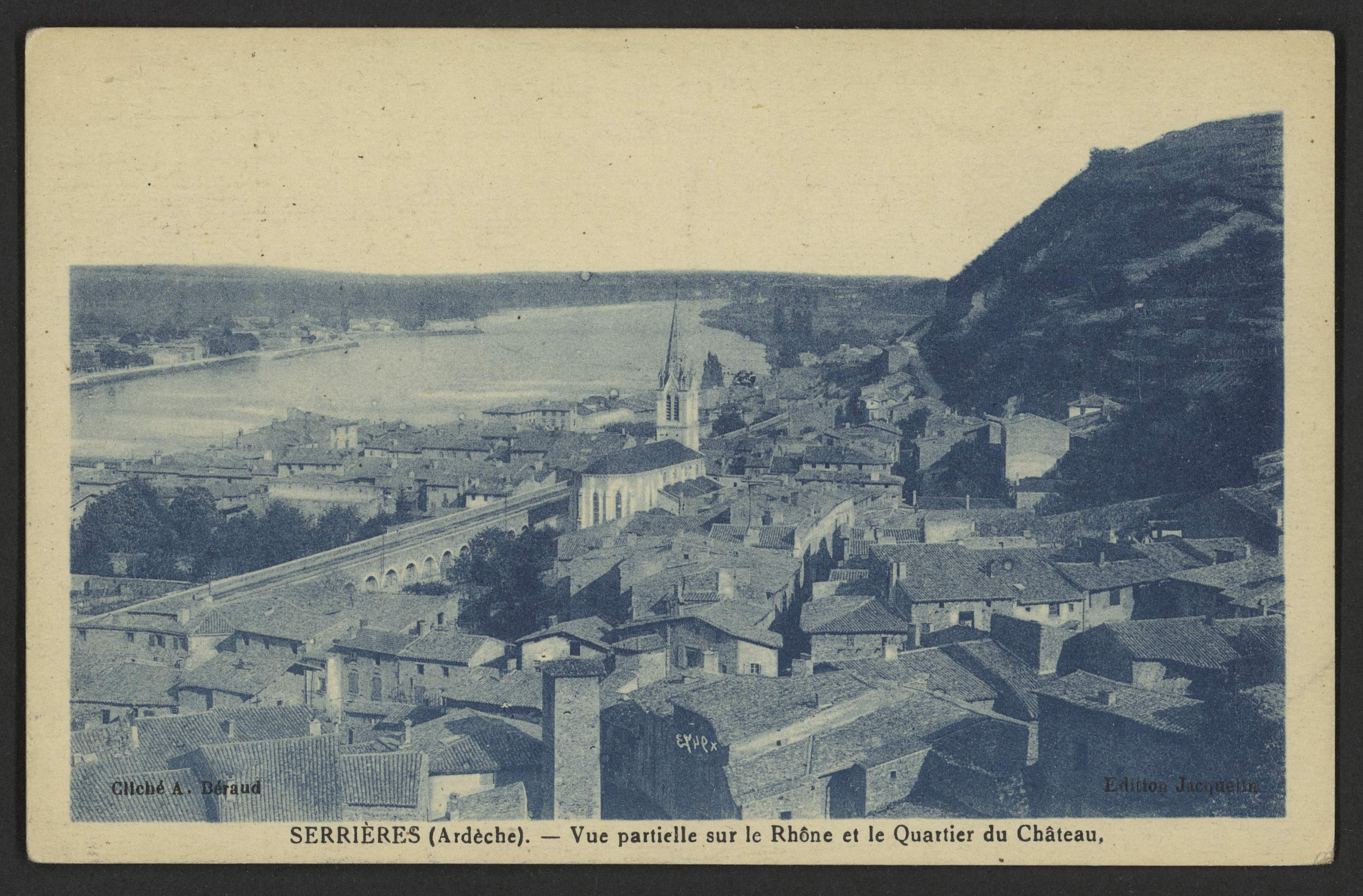
20世纪初的塞里耶尔

塞里耶尔的早期历史尚不清楚。根据当地官方网站的论述，塞里耶尔境内曾发现古典时期的建筑遗迹，彼时一条延罗讷河右岸延伸的道路由此通过。中世纪初，塞里耶尔成为朗格多克行省的一部分。公元10世纪末至11世纪初，塞里耶尔爆发多次疫情和饥荒，14世纪时当地又发生了黑死病疫情。15世纪时，塞里耶尔成为图尔农领主的一处领地，此后随着罗讷河水运的兴起，塞里耶尔逐渐发展成为一处商业港口。17世纪时，塞里耶尔境内建成了圣母小教堂及塔楼。法国大革命后，塞里耶尔成为阿尔代什省的一个市镇。工业革命期间，途径塞里耶尔的日沃尔—格勒藏铁路建成通车。横跨罗讷河的悬索桥在二战期间曾遭到破坏，后于1951年得到重建。

## 地理

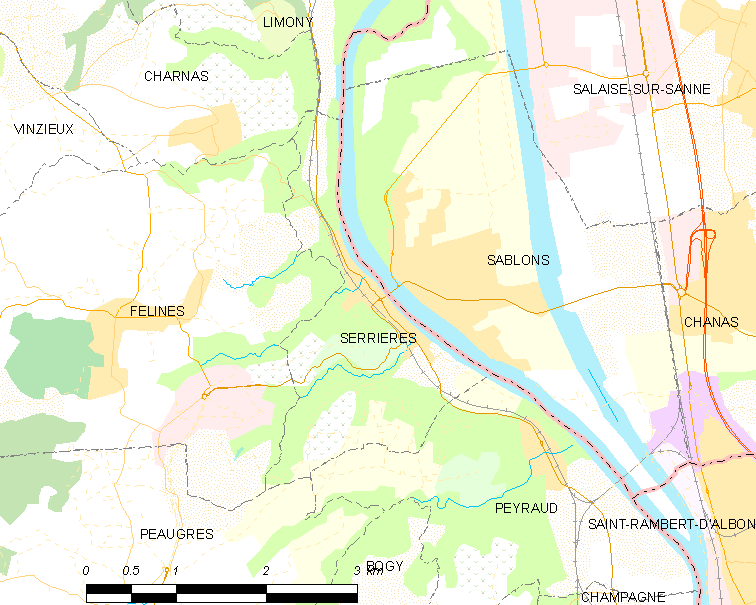
塞里耶尔市镇范围地图

塞里耶尔位于法国东南部，奥弗涅-罗讷-阿尔卑斯大区中南部和阿尔代什省北部，距离省会普里瓦大约86公里。与塞里耶尔接壤的市镇包括：沙尔纳、费利讷、利莫尼、波格尔、佩罗和萨布隆。

### 地形
塞里耶尔位于维瓦赖山东侧边缘，境内以山地为主，市镇中心位于一处狭窄的河谷右岸，西侧为山地，全境海拔在135到371米之间。

### 水文
罗讷河干流自北向南流经塞里耶尔市镇东界，其右岸支流韦尔热莱溪（ruisseau de Vergelet）自西向东流经镇中心。

### 植被
塞里耶尔属于温带阔叶混交林区，林地多分布于河流附近及山地地带，部分区域被开辟为葡萄酒种植园。
在鲜花城市的评比中，塞里耶尔暂未被评级。

### 气候
塞里耶尔在柯本气候分类法中属于温带海洋性气候（Cfb），当地常受到密史脱拉风的影响而出现大风天气。

## 行政区划
塞里耶尔的市镇编号为07313，邮政编号为07340。
在行政管理方面，塞里耶尔隶属于法国奥弗涅-罗讷-阿尔卑斯大区阿尔代什省罗讷河畔图尔农区；在地方选举方面，塞里耶尔隶属于萨拉县，其市镇范围全境被划入阿尔代什省第二选区；在社会管理方面，塞里耶尔是阿诺奈城市圈公共社区的组成部分。
截至2024年9月，塞里耶尔市镇范围内暂无任何城市敏感街区及城市政策优先街区。
法国国家统计与经济研究所（简称“INSEE”）在进行数据统计时，未将塞里耶尔划入任何城市核心区（Unité urbaine）及城市区（Aire urbaine）。自2020年起，塞里耶尔被划入包含27个市镇的鲁西永城市辐射区。此外，INSEE还将塞里耶尔市镇整体看作一个“块区”（IRIS），以便于统计人口分布情况。

## 交通

### 公路
阿尔代什省省道D86线、D271线和D820线在塞里耶尔境内交汇。奥弗涅-罗讷-阿尔卑斯城际巴士（商业名称为）E4线、L42线、X75线和P120线经停塞里耶尔，可通往里昂、阿诺奈、勒佩阿日德鲁西永及沙瓦奈等地。
2021年，73.3%的塞里耶尔家庭拥有至少一辆私人汽车。2021年，塞里耶尔境内共发生各类交通事故1起，造成2人受伤，其中1人重伤。
| 12 | 4.4 |

| 普里瓦 | 91 |

| 瓦朗斯 | 52 |

| 阿诺奈 | 16 |

| 罗讷河畔图尔农 | 32 |

| 日沃尔 | 39 |

| 沙纳 | 5 |

### 铁路
塞里耶尔位于日沃尔—格勒藏铁路上，该铁路为货运铁路。
距离塞里耶尔最近的运营中的客运铁路车站为6公里外的圣朗贝尔达尔邦站，该站停靠往返于里昂和瓦朗斯一线的区域列车，部分班次可直通阿维尼翁及马孔。

### 航空
塞里耶尔距离里昂圣埃克絮佩里机场的公路里程大约73公里。

### 城市公共交通
截至2024年9月，塞里耶尔暂无城市公共交通系统。

## 政治
塞里耶尔的现任市长为洛朗·托尔格先生（Laurent TORGUE），他是一名右翼无党派人士，在2020年的市政选举中获得了100.00%的支持率（无其他候选人）。
在2022年的法国总统大选的第二轮选举中，法国极右翼政党国民阵线主席玛丽娜·勒庞在塞里耶尔获得了56.94%的支持率。

## 人口
2021年，塞里耶尔市镇人口数量为1,096，在法国排名第9,252位。其中男性497人，女性599人，75岁及以上人口占15.5%，外籍人口数量为33人，人口密度为277人/平方公里，当地居民被称为（男性）或（女性）。2022年，塞里耶尔境内出生17人，死亡人口22人。
| 塞里耶尔1901年－2021年人口变化情况 |
|                                    |
| 数据来源：Cassini、INSEE           |

## 经济
截至2024年9月，塞里耶尔市镇范围内共有各类用人单位（包含自雇）196家，平均历史为19年，其中98.98%为中小型企业（PME），2024年7月至9月间，当地的经济活力指数为0。（分类垃圾回收）、（塑料建材）及（汽车配件销售）是当地2022年已公布营业额最高的三个企业，分别为14,685,855欧元、2,394,127欧元和962,892欧元。

## 财政与居民收入
2022年，塞里耶尔的财政收入总额为805,180欧元，财政支出总额为706,370欧元，当年的债务总额为1,573,050欧元。2022年，塞里耶尔市镇通过增值税获得3,990欧元的收入，此外当地还共获得了184,730欧元的国家直接财政补助。
| 塞里耶尔居民收入情况                             | 塞里耶尔居民收入情况 | 塞里耶尔居民收入情况  | 塞里耶尔居民收入情况 |
| 内容                                             | 塞里耶尔             | 法国                  | 统计年份             |
| ------------------------------------------------ | -------------------- | --------------------- | -------------------- |
| 征税家庭总数                                     | 515                  | 1,081（法国市镇平均） | 2022年               |
| 居民平均月收入                                   | 1,750欧元            | 2,435欧元             | 2022年               |
| 高级职员人均月收入                               | 不详                 | 4,331欧元             | 2021年               |
| 中级职员人均月收入                               | 不详                 | 2,470欧元             | 2021年               |
| 普通职员人均月收入                               | 不详                 | 1,801欧元             | 2021年               |
| 贫困率                                           | 不详                 | 14.5%                 | 2020年               |
| 青壮年（15至64岁）失业率                         | 14.1%                | 7.4%                  | 2020年               |
| 征税家庭数量占比                                 | 38.5%                | 45.5%                 | 2020年               |
| 家庭年均纳税                                     | 1,703欧元            | 4,393欧元             | 2022年               |
| 资料来源：INSEE、L'Internaute、Le Journal du Net |                      |                       |                      |

## 社会事务

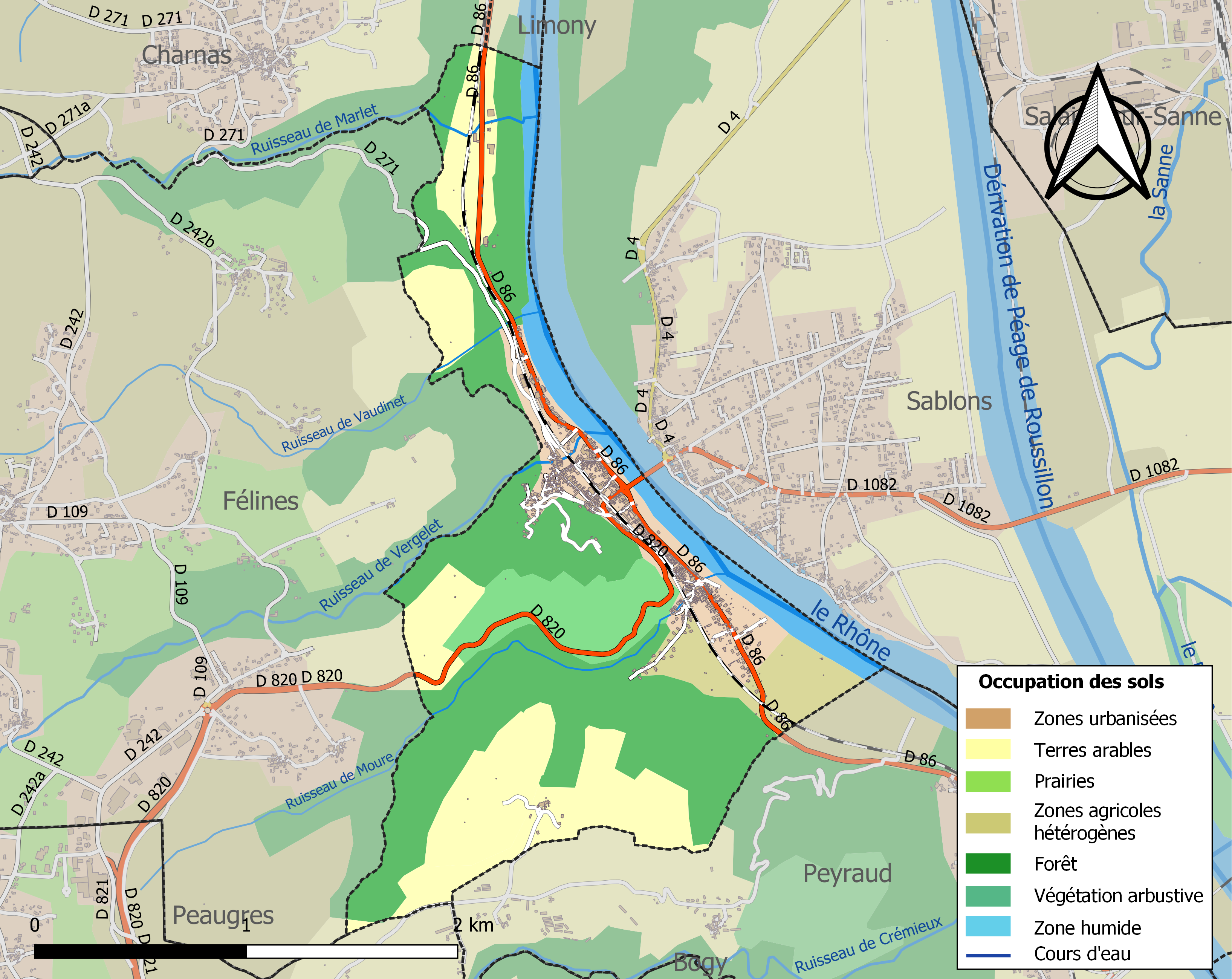
塞里耶尔土地利用情况地图

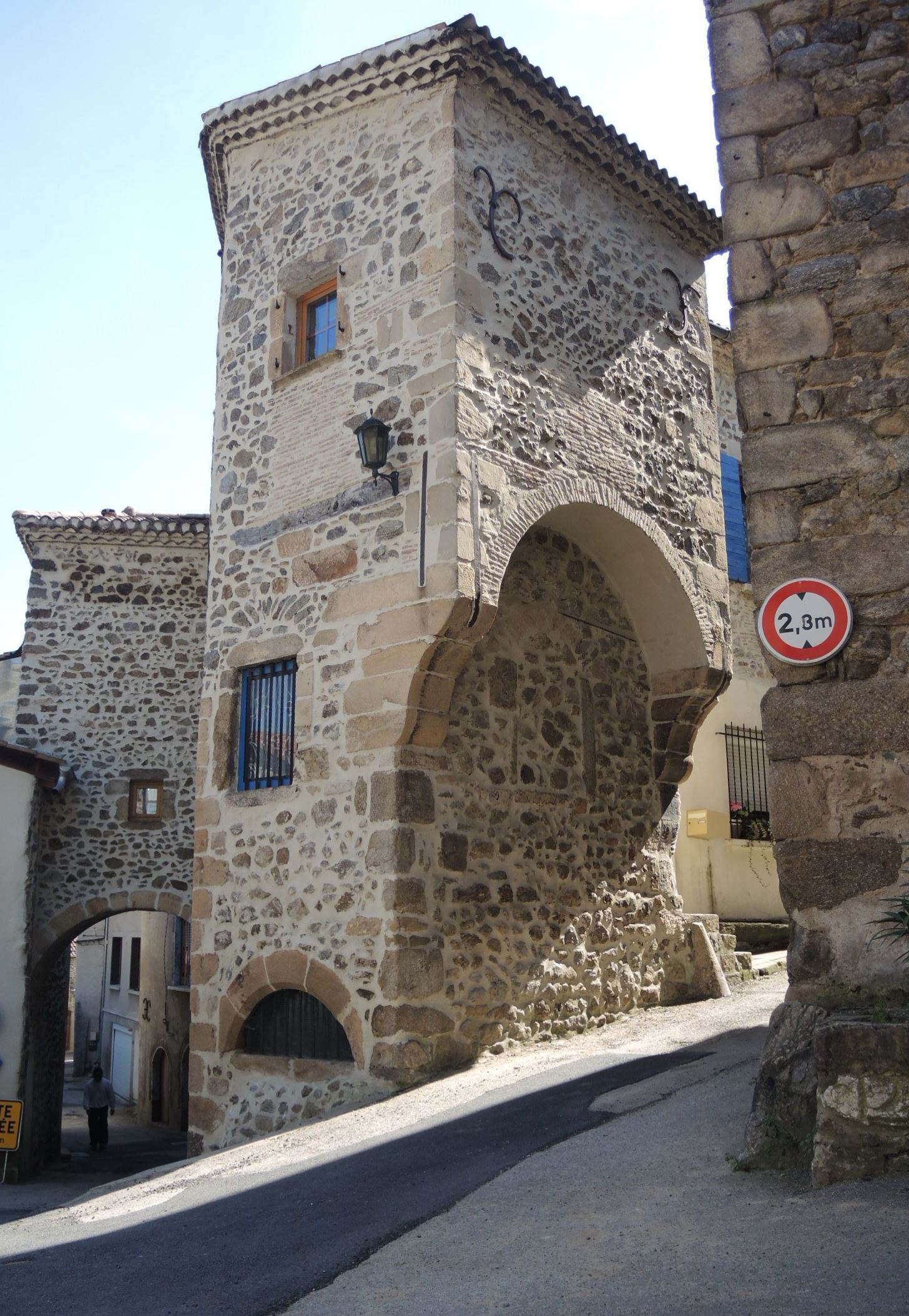
一处传统民居

### 教育
塞里耶尔属于格勒诺布尔学区。截至2023年1月1日，塞里耶尔境内共有2所小学。

### 医疗
截至2022年1月1日，塞里耶尔境内共有全科医生1名、牙医2名、护士6名和助产士3名。境内共有药房1家、养老院1家。
距离塞里耶尔最近的区域性医疗机构为北阿尔代什省中心医院（Centre Hospitalier d'Ardèche-Nord），其主病区医院位于阿诺奈市区西侧，距离塞里耶尔市区的正常车程大约17分钟，该院设有床位254个，是当地规模最大的公立综合性医院。

### 住房
2021年，塞里耶尔境内共有各类住房655套，其中65.5%为独立式住宅，34.0%为集中式住宅。常住房屋占塞里耶尔市镇范围内居民建筑总量的83.8%。
在住房保障政策方面，2023年，塞里耶尔境内共有100户家庭获得了住房经济补助，受益人数占总人口数量的9.1%，其中20份为房租补助。

### 商业
2021年，塞里耶尔境内共有各类实体商铺34家，其中餐厅5家、杂货店2家、面包房1家、肉铺1家、银行门店1家、美容美发店3家、汽车维修店3家。

### 体育
2023年，塞里耶尔境内共有1处网球场。
截至2024年9月，塞里耶尔境内暂无任何注册足球俱乐部。

### 环境
塞里耶尔的环境事务由其所属的阿诺奈城市圈公共社区联合各级政府协调负责。2021年，塞里耶尔境内暂无污染企业。

### 治安
2021年，塞里耶尔市镇范围内共有1处宪兵队。
塞里耶尔及其附近的共120个市镇是罗讷河畔图尔农国家宪兵队（zone gendarmerie de Tournon-sur-Rhône）的管辖范围。2020年，该宪兵队累计记录各类案件3,259起，其中盗窃类案件1,481起，经济类案件634起，毒品交易类案件193起。

## 文化

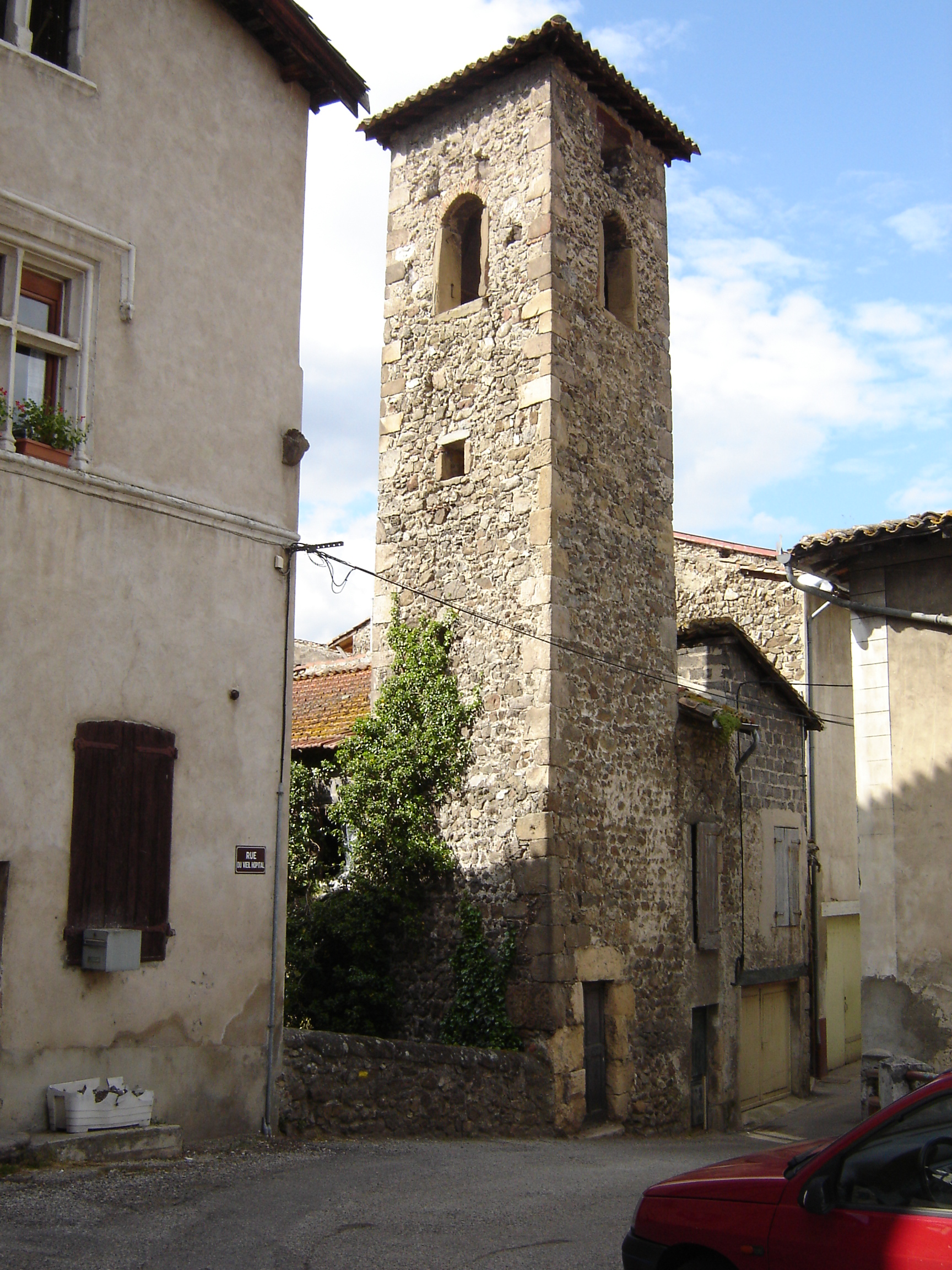
圣母小教堂的塔楼

2023年，塞里耶尔境内共有1家博物馆。塞里耶尔境内建有市政图书馆（Bibliothèque municipale），每周一、三、六向公众开放。

### 建筑
塞里耶尔境内有多处历史建筑，其中怜悯圣母小教堂、圣索尔南小教堂等为法国国家文物保护单位，横跨罗讷河的塞里耶尔桥是当地的地标性建筑物。

### 旅游
塞里耶尔的旅游事务由其所属的阿诺奈城市圈公共社区联合各级政府协调负责。2024年，塞里耶尔境内共有1家酒店共计14间房间。

### 媒体
法国主要的媒体均可在塞里耶尔接收，法国电视三台下属的奥弗涅-罗讷-阿尔卑斯大区频道在部分时段播出塞里耶尔所在阿尔代什省的地方新闻。《阿尔代什周报》、蓝色法兰西德龙-阿尔代什广播、这里广播等是当地主要的地方性媒体。

## 友好城市
截至2024年9月，塞里耶尔暂未建立任何友好城市关系。